# Association des clubs de Scrabble francophone du Royaume-Uni
L'Association des clubs de Scrabble francophone du Royaume-Uni est une organisation britannique créée en 2006. La mission de l'ACSF-RU est d'organiser des tournois de Scrabble au Royaume-Uni, soit lors de rencontres, soit par Internet. En 2006, la Fédération française de Scrabble a cessé de fédérer tous ses clubs d'outre-mer. Pour continuer à faire vivre le Scrabble francophone au Royaume-Uni, Nicolas Moyart a décidé de fonder l'ACSF-RU.
Tous les membres de l'ACSF-RU sont également membres de la Fédération internationale de Scrabble francophone. C'est-à-dire, tous les membres peuvent voyager et participer à des tournois hors du Royaume-Uni. Grâce aux jeux panafricains, les membres peuvent essayer de se qualifier pour le championnat du monde de Scrabble. En 2006, deux joueurs britanniques sont ainsi allés à Tours pour ce championnat.

## Organisation
- Secrétaire : Nicolas Moyart

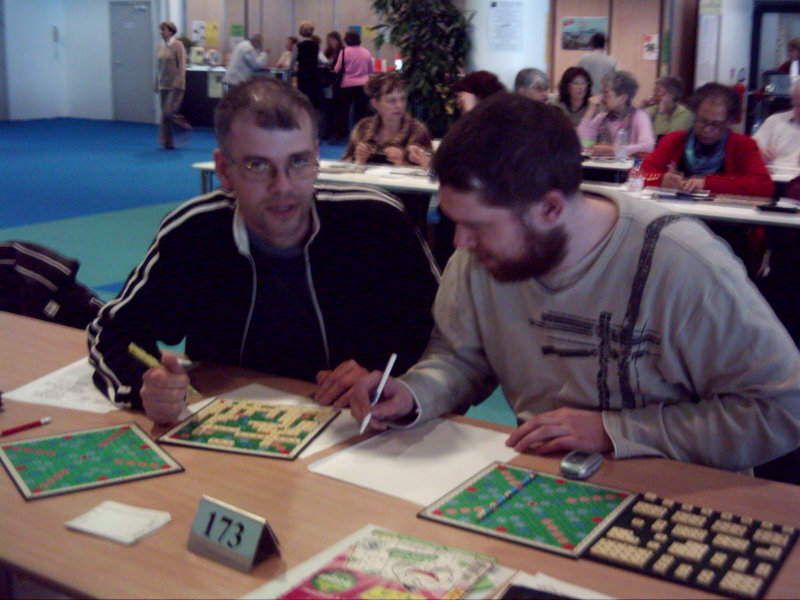
Nicolas Moyart et Martin Gardner disputent le « TRAP en paires » à Cannes

- Délégué au Scrabble classique : Martin Gardner

## Compétitions nationales
- l'Open de Chichester a été organisé les 14 et 15 juin 2008. 6 joueurs ont participé aux deux tournois, le championnat classique étant remporté par Cédric Van Den Borren de Belgique, le champion national étant Nicolas Moyart en seconde place. Le tournoi duplicate a notamment été arbitré par Hugo Delafontaine, trois fois champion de Suisse. Le tournoi a vu la victoire de Toni Saraiva avec Nicolas Moyart le vice-champion du Royaume-Uni.
- Les simultanés Sylvia Stone (SSS), dix parties de Scrabble duplicate envoyées simultanément aux joueurs de l'association, une partie est disputée chaque mois avec une pause pour les fêtes de décembre. L'édition de 2008 fut remportée par Nicolas Moyart, le président de l'association.

## Palmarès
| Année | Tournoi                                 | Classique      | Duplicate      |
| ----- | --------------------------------------- | -------------- | -------------- |
| 2007  | Championnat du Royaume-Uni Bognor Regis | Sébastien Roux | Sébastien Roux |
| 2008  | Championnat du Royaume-Uni Chichester   | Nicolas Moyart | Toni Saraiva   |
| 2009  | Championnat du Royaume-Uni Londres      | Martin Gardner | Martin Gardner |